# Maruschka Detmers
Maruschka Detmers (Schoonebeek, 16 dicembre 1962) è un'attrice olandese.

## Biografia
Nata a Schoonebeek, un villaggio del comune olandese di Emmen, si trasferì in Francia non ancora maggiorenne. Dalla sua relazione con l'attore francese Thierry Fortineau è nata l'attrice Jade Fortineau (1991). Dotata di una bellezza non comune attirò l'attenzione del regista Jean-Luc Godard. Nel 1983 debuttò con il film Prénom Carmen di Jean-Luc Godard (Leone d'oro a Venezia).
Altri film importanti furono La guerra di Anna (1988) di Menahem Golan, I re del mambo (1992) di Arne Glimcher, Come sono buoni i bianchi! (1988) di Marco Ferreri. Il suo ruolo più famoso e controverso è stato quello di Giulia nel film Diavolo in corpo di Marco Bellocchio, in una scena del quale pratica una fellatio non simulata al co-protagonista Andrea (Federico Pitzalis) che a suo tempo suscitò un certo scandalo.
In Francia, dove abita, riesce a conciliare ruoli in film d'autore con altri in film più commerciali, lavorando con registi quali Claude Zidi in Due (1989), Daniel Vigne in Commedia d'estate (1989), Éric Barbier in Le Brasier (1991) e Manuel Poirier in Te quiero (2001).

## Filmografia parziale

Maruschka Detmers in Diavolo in corpo

- Prénom Carmen, regia di Jean-Luc Godard (1983)
- Diavolo in corpo, regia di Marco Bellocchio (1986)
- Come sono buoni i bianchi!, regia di Marco Ferreri (1988)
- La guerra di Hanna (Hanna's War), regia di Menahem Golan (1988)
- Due (Deux), regia di Claude Zidi (1989)
- Commedia d'estate, regia di Daniel Vigne (1989)
- Le Brasier, regia di Eric Barbier (1991)
- I re del mambo (The Mambo Kings), regia di Arne Glimcher (1992)
- Shooter - Attentato a Praga (The Shooter), regia di Ted Kotcheff (1995)
- Rewind, regia di Sergio Gobbi (1998)
- Te quiero, regia di Manuel Poirier (2001)
- Nos 18 ans, regia di Frédéric Berthe (2008)
- Little Murders by Agatha Christie - serie TV, episodio 1x11 (2012)
- La source - serie TV (2013)
- Ventoux, regia di Nicole van Kilsdonk (2015)
- Marseille - serie TV (2016)